# Каплиця святих апостолів Петра і Павла (Постолівка)
Каплиця святих апостолів Петра і Павла в Постолівці — колишня римсько-католицька каплиця в селі Постолівці Тернопільської области України. Пам'ятка архітектури місцевого значення.

## Історія
1890 року за кошти Михайла Семенського збудовано неоготична римсько-католицька каплиця.
1923 року святиня відбудована (ймовірно, зазнала пошкоджень під час Першої світової війни). У 1930-х роках у Постолівці налічувалося понад 800 римо-католиків.
У 1946—1991 роках костел функціонував як склад міндобрив.
1995 року впав шпиль. Нині — у стані руїни.